# Carl Ambros
Carl Ambros (* 11. Juni 1870 in Pfullendorf in Baden; † 30. April 1932 in Landshut) war ein deutscher Landwirtschaftslehrer und Tierzüchter. Er war verheiratet mit Elsa Ambros geb. Probst. Beide hatten einen Sohn, den Chemiker Otto Ambros. 

## Leben
Carl Ambros studierte an der Landwirtschaftlichen Zentralschule Weihenstephan. 1890 wurde er Mitglied des dortigen Corps Agronomia. Nach Abschluss des Studiums wurde er 1894 Lehrer an der Landwirtschaftlichen Kreiswinterschule in Freiburg im Breisgau. In den Jahren 1895 und 1897 reiste er zur Weiterbildung ins Ausland. 1898 wurde er Lehrer an der Landwirtschaftsschule Weiden in der Oberpfalz und in der Folge an der Landwirtschaftsschule Amberg. Von 1911 bis zu seinem Tod 1932 war er Vorstand der Kreisackerbauschule Schönbrunn. 1916 wurde er zum Direktor, 1917 zum Professor und 1923 zum Oberstudiendirektor ernannt.
Neben seiner Tätigkeit als Lehrer und Schulleiter erwarb sich Ambros besondere Verdienste um die Förderung der Schweine- und Geflügelzucht. Den Schönbrunner Geflügelhof reformierte er zur ersten Kreisgeflügelanstalt in Niederbayern.

## Auszeichnungen
- Ernennung zum Ökonomierat[1]